# Spiring (ølbrygning)
 For alternative betydninger, se Spiring. (Se også artikler, som begynder med Spiring)
Spiringen er anden fase af maltningsprocessen ved ølbrygning. Her spreder man kernerne med henblik på, at de skal begynde at spire. Spiringen forløber normalt over 4-5 dage. Temperaturen og luftfugtigheden er meget vigtige parametre i denne proces, og derfor skal spiringen helst foregå under kontrollerede omgivelser i dertil indrettede rum eller kasser. 
Målet er at enzymerne skal nedbryde omkring 95% af stivelsen til mindre komplekse sukkermolekyler. Der udvikles varme under spiringen, og det kan skade maltens enzymatiske aktivitet. Derfor er det nødvendigt at vende malten jævnligt, så varmen kan slippe ud. Vendingen tjener også til at give malten adgang til atmosfærisk ilt, som er nødvendig for spiringen. Derudover sikrer man, at de spirende kerner ikke klumper sig sammen. 
Traditionelt vendte man malten ved at sprede den på et stengulv og vende den manuelt. Men i dag fremstilles malten som oftest på specialiserede malterier, som anvender ventilerede underlag og roterende tromler.